# Шкотска дивља мачка
Шкотска дивља мачка је популација европске дивље мачке (Felis silvestris silvestris) у Шкотској. Некада је била широко распрострањен широм Велике Британије, али популација је драстично опала од пријелаза у 20. вијек због губитка станишта и прогона. Сада је ограничена на сјеверну и источну Шкотску. Истраживања покретном камером спроведена у Шкотском горју између 2010. и 2013. године открила су да дивље мачке живе прије свега у оскудним шумама, док су дивље и домаће мачке (Felis catus) фотографисане углавном на травњацима. 
У Великој Британији је наведена као критично угрожена и угрожена је хибридизацијом са домаћим мачкама. Пошто су сви појединци узорковани посљедњих година показали висок ниво хибридизације са домаћим и дивљим мачкама, сматра се да је ова популација функционално изумрла у дивљини. 

## Таксономија
Felis grampia је научно име које је 1907. године предложио Герит Смит Милер који је први описао кожу и лобању узорка дивље мачке из Шкотске. Он је тврдио да је овај мушки примјерак из Инвермористона био исте величине као и европска дивља мачка (Felis silvestris), али се разликовао тамнијим крзном са израженијим црним ознакама и црним табанима шапа. Године 1912. Милер га је сматрао подврстом, користећи назив Felis silvestris grampia након прегледа 22 коже из Шкотске у збирци Природословног музеја у Лондону. Када је Реџиналд Инес Поукок прегледао таксономију рода Фелис крајем 1940-их година, имао је на располагању више од 40 шкотских примјерака дивљих мачака у колекцији Музеја. Он је препознао Felis silvestris grampia као важећи таксон.
Резултати морфолошких и генетских анализа указују на то да је шкотска дивља мачка потекла од европске дивље мачке. Становништво Велике Британије постало је изоловано од континенталног становништва прије око 7.000 до 9.000 година због пораста нивоа мора након посљедњег глацијалног максимума. Од 2017. године, Радна група за класификацију мачака Специјалистичке групе за мачке препознаје Felis silvestris silvestris као важеће научно име за све европске популације дивљих мачака и Felis silvestris grampia као синоним, тврдећи да је сумњиво да је шкотска дивља мачка довољно различита да јој се додијели посебан подспецифични статус.

## Карактеристике
Мужјаци шкотске дивље мачке имају дужину од главе до тијела у распону од 578 до 636 мм 578 to 636 mm (22,8 to 25,0 in) са 305–355 мм 305—355 mm (12,0—14,0 in) дугим реповима, а женке од 504 до 572 мм 504 to 572 mm (19,8 to 22,5 in) са 280–341 мм 280—341 mm (11,0—13,4 in) дугим реповима. Кондилобазална дужина лобања женки варира од 82 до 88 мм 82 to 88 mm (3,2 to 3,5 in), а мужјака од 88 до 99 мм 88 to 99 mm (3,5 to 3,9 in). Мужјаци теже 3,77–7,26 кг 377—726 kg (831—1.601 lb), док су женке мање - 2,35–4,68 кг 235—468 kg (518—1.032 lb).
Крзно шкотске дивље мачке је изразито пругасто са чврстим таби узорком. Његов прстенасти реп је чупав са црним врхом. Разликује се од домаће мачке пругама на образима и задњим ногама, одсуством мрља, бијелим ознакама и обојеним леђима ушију. Тежа је од домаће мачке, има дуже кости удова и робуснију лобању. Такође је већа у величини тијела, али са краћим гастроинтестиналним трактом.

## Распрострањеност и станиште
Шкотска дивља мачка је присутна у Британији од раног холоцена, када су Британска острва била повезана са континенталном Европом преко Догерланда. Некада је то било уобичајено у цијелој Великој Британији. У јужној Енглеској, вјероватно је локално изумрла током 16. вијека. До средине 19. вијека, распрострањеност шкотске дивље мачке је опао на западно-централни Велс и Нортамберланд због прогона, а 1880. године у западној и сјеверној Шкотској. До 1915. године, то се догодило само у сјеверозападној Шкотској. Након смањења броја ловочувара након Првог свјетског рата и програма поновног пошумљавања, популација дивљих мачака поново се повећала на садашњи опсег. Урбанизација и индустријализација спречили су њихово даљу експанзију на јужне дијелове Шкотске.
Његова тренутна дистрибуција укључује Кејрнгормс, Црно острво, Абердеенсхире, Фајв гленс оф Ангус и Арднамерхан. Живи у шумовитим стаништима, жбуњу и близу шумских ивица, али избјегава вријесак и грмље. Преферира подручја далеко од пољопривредно коришћеног земљишта и избјегава снијег дубљи од 10 цм (3.9 ин).

## Екологија и понашање
Између марта 1995. и априла 1997. године, тридесет и једна шкотска дивља мачка била је опремљена радио-огрлицама у подручју Ангус Гленса и праћена најмање пет мјесеци. У свим годишњим добима били су најактивнији ноћу са активношћу која се смањује при слабој мјесечини и вјетровитом времену. Домаћи распони мушких дивљих мачака преклапају се са кућним опсегом једне или више женки, док се женски распони ријетко преклапају. Одрасле мачке одржавају веће територије од младих мачака. Они обиљежавају и бране своје домаће домете користећи обиљежавање мириса кроз свој измет. Величина природног станишта у и око Националног парка Кејрнгормс процењена је на 2,44 до 3,8 km2 (0,94 до 1,47 квадратних миља).
Дивље мачке углавном плијене европске зечеве (Oryctolagus cuniculus) и мочварне ливадске волухарице (Microtus agrestis). Измет шкотске дивље мачке прикупљени у шуми Друмточти и још два локалитета у Шкотском горју садржавали су остатке зечева, шумских мишева (Apodemus sylvaticus), пољских и шумских волухарица (Myodes glareolus) и птица. Сви непоједени остаци плијена биће закопани у јаму са залихама да би се сачували за касније.

### Размножавање
Мужјаци шкотских дивљих мачака достижу полну зрелост у доби од око 10 мјесеци, а женка у доби мањој од 12 мјесеци. Женка има један полни циклус почетком марта, а легло рађа почетком маја након гестацијског периода од 63–68 дана. Још један полни циклус се догогађа око мјесец дана касније, а друго легло рађа у августу. Мачићи отварају очи у доби од 10-13 дана; очи су им у почетку плаве и мијењају се у зелене око седме недјеље старости.
У дивљини се парење одвија између јануара и марта. Величина легла варира од једног до осам мачића, са средњом величином легла од 4,3 младих. Женке ријетко рађају зими. Мачићи се рађају у јазбини, која је скривена у громили, међу гомилама грмља и испод коријења дрвећа. Они почињу да уче како да лове када напуне 10-12 недјеља и потпуно су одбијени од дојења од 14 недјеља старости. Они напуштају своје мајке са око шест мјесеци старости. Смртност мачића током зиме у периоду од 1975-1978. године била је висока; већина их тада гладује.
Шкотске дивље мачке у заточеништву живе 15 година, али животни вијек у дивљини је много краћи због саобраћајних несрећа и болести које се преносе од дивљих домаћих мачака.

## Пријетње
Наведена је као критично угрожена у Великој Британији и угрожена је хибридизацијом са домаћим мачкама; сталне претње шкотској популацији дивљих мачака укључују губитак станишта, укрштање са домаћим мачкама и лов као штеточине.
Проширена контроверза у Абердинширеу супротставља шведску енергетску фирму Vattenfall и њихове вјетроелектране против шкотске дивље мачке. Шкотска влада сматра да је шума Клашиндарох изван града Хантли "дивља земља чуда". Асоцијација шкотских дивљих мачака наводи да би напори енергетског гиганта да сруши прашуму за своје вјетроелектране избрисали тамошње мачке, којих је најмање 35 од 2018. године, што је значајан дио познате преживјеле популације. Од 2021. године, онлајне петиција коју су покренули активисти прикупила је више од 800.000 потписа у знак подршке заштити шуме. Vattenfall, међутим, тврди да компанија не представља пријетњу.
Хибридизација са домаћим мачкама на отвореном сматра се пријетњом популацији дивљих мачака. Вјероватно је да све шкотске дивље мачке данас имају барем неко домаће мачје поријекло. Невакцинисане и заражене домаће мачке такође могу пренети смртоносне болести на шкотску дивљу мачку, као што су мачји каликивирус, мачји коронавирус, мачји пјенасти вирус, мачји херпесвирус, вирус мачје имунодефицијенције и вирус мачје леукемије.
Шкотске дивље мачке су такође често убијане да би се заштитиле врсте дивљачи, а некада су се сматрале штеточинама.

## Заштита
Шкотска дивља мачка добила је заштићени статус према Закону о дивљини и селу Уједињеног Краљевства из 1981. године. Од 2007. године наведена је у Акционом плану за биодиверзитет у Великој Британији као приоритетна врста. Дивље мачке могу бити убијене током целе године.
Акциони план за очување шкотске дивље мачке развила је Акциона група за очување шкотске дивље мачке, која је поставила националне акционе приоритете и дефинисала одговорности агенција и приоритете финансирања за напоре групе за очување између 2013. и 2019. године. Његову имплементацију координира Организација Шкотска природна баштина. У дивљини, напори за очување дивљих мачака укључују кастрацију дивљих мачака и еутаназију обољелих дивљих мачака како би се спријечила хибридизација и ширење болести.
До 2014. године, чланови пројекта су истраживали девет потенцијалних области акције, одлучујући се за шест, за које се сматрало да имају највећу вјероватноћу успјеха очувања, са радом планираним почетком 2015. године: Морверн, Стратфефер, Стратбоги, Стратхавон, Дулнаин и Ангус Гленс. Подручје удаљеног и углавном нетакнутог полуострва Арднамерхан означено је за шкотско уточиште за дивље мачке.
У 2023. години, Организација Шкотска природна баштина је одобрио дозволу за пуштање дивљих мачака узгојених у заточеништву у региону Кејрнгормс током љета те године. Прве од 19 мачака пуштена је почетком јуна 2023. године. У прољеће 2024. године, најмање двије мачке пуштене претходне године имале су потомство.

### Узгој у заточеништву
Програм узгоја у заточеништву за шкотску дивљу мачку успостављен је у оквиру Акционог плана за очување шкотске дивље мачке, са дивљим ухваћеним појединцима који пролазе генетске и морфолошке тестове који се сматрају дивљим мачкама са мање од 5% хибридизације. Институције које учествују укључују Резерват за дивље животиње Аладејл, Честерски зоолошки врт, Британски резерват за дивље животиње, Парк за дивље животиње Порт Лимпн, Резерват за дивље животиње у Шкотском Горју, Парк за дивље животиње Њу Форест и Центар Ајгас Филдс.
Овај програм узгоја у заточеништву изазвао је критике Друштва за заштиту животиња у заточеништву, организације која се противи постојању зоолошких вртова, која је изјавила да програм узгоја има "мало везе са очувањем и све што има везе са овим зоолошким вртовима који складиште своје кавезе".
Шест мачића рођено је у Парку дивљих животиња Хајленд 2015. године. Од 2011. до 2016. године на истој локацији је рођено 15 преживјелих шкотских мачића. Од децембра 2016. године, око 80 шкотских дивљих мачака било је у заточеништву.

### Политичка контроверза конзерваторских група
Унутар заједнице за очување постоје неке политичке подјеле око одговарајућих акција и стратегија. У 2014. години, Асоцијација за шкотске дивље мачке и Wildcat Haven оспорили су напоре Scottish Natural Heritage. У 2017. години, Асоцијација за шкотске дивље мачке, званична владина организација, бранила се од онога што је назвала неправедном критиком Wildcat Haven.

## У култури
Шкотска дивља мачка је традиционално икона шкотске дивљине. Шкотска дивља мачка или Келаска мачка је вјероватна инспирација митолошког шкотског створења Кат ши.
Од 13. вијека, то је симбол клана Хатана. Већина чланова клана Хатан има шкотску дивљу мачку на својим значкама грбова, а њихов мото је "Touch not the cat bot a glove" (примјерени превод Не додируј мачку без рукавице), bot што значи "без". Мото је референца на жестину шкотске дивље мачке. Клан Хатана је учествовао у напорима за очување шкотске дивље мачке од 2010. године.
У 2010. години, у склопу Међународне године биодиверзитета, Британска краљевска пошта је издао серију од 10 марака које славе ризичне сисаре, од којих је једна приказивала шкотску дивљу мачку.
Шкотска дивља мачка била је тема документарног филма под називом Тигрови Шкотске (оригинални назив The Tigers of Scotland) који је објављен 2017. године, а наратор је шкотски глумац Ијан Глен.
У 2019. години, шкотске дивље мачке биле су централна тема првог броја часописа Journal of Matters Relating to Felines, студентског часописа од општег интереса који је произведен на Универзитету у Абердину.